# آنیا (آناستازیا)
آنیا (انگلیسی: Anya) شخصیتی در انیمیشن آناستازیا (۱۹۹۷) محصول فاکس قرن بیستم است. یک یتیم روسی مبتلا به فراموشی، به امید کشف دوباره گذشته و خانواده خود به پاریس سفر می‌کند و با دو کلاهبردار همکاری می‌کند که قصد دارند از شباهت او به خانواده امپراتوری روسیه استفاده کنند تا جایزه پرسودی به‌دست آورند.